# Stazione di Magdeburgo Centrale
La stazione di Magdeburgo Centrale (in tedesco Magdeburg Hbf) è la principale stazione ferroviaria della città tedesca di Magdeburgo.